# زجاجي العين الأحمر
زجاجي العين الأحمر أو قُراد الجِمال الأحمر (الاسم العلمي: Hyalomma erythraeum) هو نوع من العنكبوتيات يتبع جنس زجاجي العين من فصيلة اللبوديات الصلبة.